# Самватас
Самватас (Самбатас; греч. Σαμβατας) — одно из названий Киева или его крепости.
Засвидетельствовано в X веке византийским императором Константином Багрянородным, сообщающим в трактате «Об управлении Империей» (около 948 года) о «крепости Киоава, называемой Самватас». Это гапакс, больше нигде такой топоним не упоминается.

## Этимология и  исторические свидетельства
Попытки объяснить этимологию слова пока не имеют надёжной основы. Предложено производить его из славянского, скандинавских или тюркских языков. Славянская этимология предложена польским лингвистом С. Роспондом, реконструировавшим топоним как Samvatas — Samvadas — *Sǫvodъ, заводь-суводь, в значении стоянки речных судов. Скандинавская версия сравнивает название со швед. sambåd — термином, который в средневековой Швеции обозначал место сбора дани для ледунга, морской военной экспедиции. Наибольшей популярностью пользуется версия хазарского происхождения. Сторонники этой гипотезы переводят Самватас как «Верхняя крепость», от тюркских слов sam- («высокий, верхний») и bat («сильный») или связывают с названием легендарной Субботней реки Самбатион (ср. рум. Sâmbătă — суббота), которая в еврейской литературе протекала на краю земли в стране потерянных десяти Израильских колен. В этом случае название могло возникнуть в недрах существовавшей в Киеве еврейско-хазарской общины.
В западной историографии упоминание о Самватасе иногда рассматривается как свидетельство основания Киева хазарами.